# Kunigami Chōchi
 (avril 2019).
Si vous disposez d'ouvrages ou d'articles de référence ou si vous connaissez des sites web de qualité traitant du thème abordé ici, merci de compléter l'article en donnant les références utiles à sa vérifiabilité et en les liant à la section « Notes et références ».
Kunigami Ueekata Chōchi (国頭 親方 朝致) (? – 27 juillet 1635) aussi connu sous son nom de style chinois Shō Kakurei (向 鶴齢), est un aristocrate et fonctionnaire du gouvernement du royaume de Ryūkyū. Il est membre du Sanshikan de 1622 à 1635. Kunigami a été originaire d'une famille aristocrate Shō-uji Ōgimi Dunchi (向氏大宜見殿内).